# Giochi pericolosi (miniserie televisiva)
Giochi pericolosi è una miniserie TV in due puntate prodotta in Italia nel 2000, diretta da Alfredo Angeli e con protagonista Laura Morante. 

## Trama
Nella scuola di formazione in Direzione aziendale “Universal 2000”, che ha sede in un castello vicino ad una tranquilla cittadina della provincia laziale ed diretta da Camillo Bruni, una delle materie di insegnamento è “Strategia”: per le esercitazioni pratiche vengono utilizzati i giochi di ruolo. Durante uno di questi giochi un'allieva della scuola, Miki Capello, cade dall'alto di una torre del castello e muore. Il caso viene archiviato dal sostituto Procuratore come incidente, ma il commissario Capo della Sezione Omicidi, Germana Righi, figlia di un agente di polizia ucciso dalla mafia a Palermo, non è del tutto convinta che si tratti davvero di un incidente. Successivamente Marco Artom, il "master" dei giochi di ruolo, viene trovato morto. Dall'autopsia risulta che il decesso è avvenuto per arresto cardiocircolatorio dovuto a una sostanza tossica molto rara. Il veleno gli è stato iniettato con un ago ipodermico direttamente nella vena giugulare provocando la morte nel giro di 90 secondi. A questo omicidio ne seguono, con le stesse modalità, altri tre e Germana, proseguendo nelle sue indagini, si convince sempre più che sono tutti correlati alla morte di Miki Capello e scopre che in realtà la scuola - di cui è proprietaria una Fondazione con sede in Svizzera - è lo strumento usato da un'organizzazione criminale internazionale per formare top managers da infiltrare nei centri direttivi di grandi banche, società finanziarie e multinazionali.